# 메리 할런 링컨
메리 할런 링컨(영어: Mary Harlan Lincoln, 1846년 9월 25일 ~ 1937년 3월 31일)는 미국 상원의원 제임스 할런의 딸이자 로버트 토드 링컨의 아내였다.